# وليام كوبيت
وليام كوبيت (بالإنجليزية: William Cobbett)‏ (9 مارس 1763 - 18 يونيو 1835)، كان ناشرًا إنجليزيًا ومزارعًا وصحفيًا وعضوًا في البرلمان، ولد في فارنهام في سري. اعتقد أنَّ إصلاح البرلمان وإلغاء ظاهرة الأعضاء الذين ينجحون دون تصويت من شأنه أن يخفف من فقر عمال المزارع. سعى إلى القضاء على فئة واسعة من البيروقراطيين أو الفاسدين. كان مخلصًا للملك والبلد في بداية حياته، لكنه دعم لاحقًا الراديكالية التي ساعدت في إقرار قانون الإصلاح 1832 وانتخابه في ذلك العام بصفته واحدًا من نائبين عن حي أولدهام. دعا بقوة إلى التحرر الكاثوليكي. غطت نقاشاته أفكار الإصلاح السياسي والدين. حمل كتابه الأكثر شهرة عنوان جولات ريفية عام 1830، ولا يزال يطبع حتى الآن.

## حياته

### نشأته بين عامي 1763 و1791
وُلِد ويليام كوبيت في فارنهام في 9 مارس عام 1763، وهو الابن الثالث لجورج كوبيت وآن فينسنت. علمه والده القراءة والكتابة وبدأ في العمل منذ سن مبكرة. قال لاحقًا: «لا أتذكر وقتًا لم أكسب فيه رزقي. كان أول عمل لي أن أبعد الطيور الصغيرة عن بذور اللفت والغربان عن البازلاء». كان عاملًا في مزرعة قلعة فارنهام، وعمل أيضًا بستانيًا في حديقة الملك في كيو فترة وجيزة. ميزته نشأته الريفية بحبه الدائم للزراعة والصيد.
أخذ في 6 مايو عام 1783 مدربًا مسرحيًا إلى لندن وعمل ثمانية أو تسعة أشهر موظفًا لدى السيد هولاند. انضم إلى الفوج 54 للمشاة في نورفولك الغربية خلال عام 1783. واستغل وقت فراغه لتعليم نفسه، خاصة قواعد اللغة الإنجليزية. تمركز كوليت مع فوجه بين 1785 و1791 في نيو برونزويك وأبحر من غرافسيند في كينت إلى هاليفاكس في نوفا سكوشا. وُجد كوبيت في سان جون وفريدريكتون وأماكن أخرى في المقاطعة حتى سبتمبر 1791، ترقى في الرتب ليصبح رقيبًا أول، وهي أعلى رتبة صف ضابط.
عاد كوبيت إلى إنجلترا مع فوجه وتحديدًا إلى بورتسموث في 3 نوفمبر 1791، وسُرّح من الجيش في 19 ديسمبر 1791. تزوج من آن ريد المولودة في أمريكا (1774-1848) في وولويتش خلال فبراير 1792 التي التقى بها في أثناء تمركزه في فورت هاو في سان جون. أنجبا آن كوبيت (1795–1877) وويليام كوبيت (1798-1878) وجون مورجان كوبيت (1800-1877) وجيمس بول كوبيت (1803-1881) وإليانور كوبيت (1805–1900) وسوزان كوبيت (1807–1889).

### اللجوء في فرنسا والولايات المتحدة (1792–1800)
اختلف كوبيت مع بعض الضباط الفاسدين وجمع الأدلة حول هذه المسألة في أثناء وجوده في نيو برونزويك، ولكن تجاهل الجميع اتهاماته ضدهم. كتب رواية صديق الجندي عام 1792 احتجاجًا على الأجر المنخفض والمعاملة القاسية للرجال المجندين في الجيش البريطاني. هرب إلى فرنسا لتجنب السجن في مارس عام 1792 عندما شعر بأنه على وشك مواجهة اتهام ضده للانتقام. نوى كوبيت البقاء مدة عام لتعلم اللغة الفرنسية لكنه اصطدم بتقدم الثورة الفرنسية والحروب الثورية الفرنسية، لذا أبحر إلى الولايات المتحدة في سبتمبر عام 1792.
ذهب بدايةً إلى ويلمنغتون ثم إلى فيلادلفيا بحلول ربيع عام 1793. تحسن حال كوبيت في البداية من خلال تدريسه اللغة الإنجليزية للفرنسيين وترجمة النصوص من الفرنسية إلى الإنجليزية. وادعى لاحقًا أنه أصبح كاتبًا سياسيًا عن طريق الصدفة: قرأ أحد طلابه الفرنسيين خلال درس في اللغة الإنجليزية بصوت عالٍ من صحيفة نيويورك عناوين الترحيب التي أرسلها الديمقراطيون إلى جوزيف بريستلي عند وصوله إلى أمريكا. صفق تلميذه تشجيعًا للمشاعر المعادية لبريطانيا التي تشاجر مع كوبيت الذي قرر بعد ذلك كتابة كتاب حمل عنوان الدفاع عن بلدي ونشره. مثّلت ملاحظاته حول هجرة الدكتور بريستلي التي نُشرت دون الكشف عن هويته في عام 1794 هجومًا عنيفًا على بريستلي.
كتب كوبيت في عام 1795 كتابًا هاجم فيه الحزب الديمقراطي المؤيد للفرنسيين. ورد على منتقديه بكتاب حمل عنوان (ركلة مقابل كل عضة)، وهو أول عمل نشره تحت الاسم المستعار بيتر بوركيوبين. دعم الحزب الفيدرالي الأمريكي تحت قيادة ألكسندر هاميلتون، لأنه كان أكثر صداقة لبريطانيا من الديمقراطيين الموالين لفرنسا بقيادة توماس جيفرسون.
افتتح كوبيت مكتبة في فيلادلفيا في يوليو 1796. زين نافذة متجره بصورة كبيرة لجورج الثالث وعلق في الداخل لوحة ضخمة لانتصار اللورد هاو الحاسم على الفرنسيين. جذب هذا العرض الاستفزازي دعاية كبيرة وجعله مشهورًا في أمريكا. أعاد نشر الكثير من كتب الأدب المؤيدة للعنف آنذاك.
هاجم كوبيت الملك الاسباني في جريدة بوركيوبين بعد أن دخلت إسبانيا في تحالف مع فرنسا ضد بريطانيا. طلب الوزير الإسباني في فيلادلفيا من حكومة الولايات المتحدة مقاضاة كوبيت بتهمة التشهير بالملك الإسباني وقبض عليه في 18 نوفمبر 1797. حوكم في محكمة ولاية بنسلفانيا من قبل رئيس القضاة توماس ماكين (الذي كان أيضًا قريب الوزير الإسباني). على الرغم من انتقاد ماكين لكوبيت في القضية فقد ألغت هيئة المحلفين مشروع قرار ضده بأغلبية صوت واحد.
أطلق كوبيت حملة ضد الطبيب بنجامين راش، الذي تسببت دعوته للعلاج بالإدماء في أثناء وباء الحمى الصفراء في وفاة العديد من الناس. فاز راض بدعوى تشهير ضد كوبيت الذي لم يدفع الحكم (8000 دولار)، إنما هرب بدلًا من ذلك إلى نيويورك عبر هاليفاكس ونوفا سكوتيا إلى فالموث في كورنوال.
كانت الحكومة البريطانية ممتنة لكوبيت بسبب دعمه مصالح بريطانيا في أمريكا: وقد أشاد به دوق كينت واصفًا إياه «هذا الوطني البريطاني العظيم». عرض عليه الممثل البريطاني في أمريكا روبرت ليستون مكافأة مالية كبيرة (لكنه رفضها)، وقال وزير الحرب ويليام ويندهام إنَّ كوبيت يستحق تمثالًا ذهبيًا لقاء الخدمات التي قدمها لبريطانيا في أمريكا.

### سجله السياسي (1800-1810)
أُعيدت طباعة كتابات كوبيت التي كتبها في أمريكا في بريطانيا، وعمل جون رايت كوكيل ذلك. دعا ويندهام كوبيت لتناول العشاء في أغسطس عام 1800، حيث التقى برئيس الوزراء ويليام بيت، وأعضاء جريدة ضد اليعاقبة ومنهم جورج كانينغ. عرضت حكومة بيت على كوبيت رئاسة تحرير صحيفة حكومية، لكنه فضّل البقاء مستقلًا.

## تاريخه البرلماني
ترشح كوبيت خمس مرات للبرلمان خلال حياته، باءت أربع محاولات منها بالفشل:
- 1806 هونيتون.
- 1820 كوفنتري.
- 1826 بريستون.
- 1832 مانشستر.

انتخب في عام 1832 بنجاح بصفته عضوًا عن أولدهام.

## إرثه
بدأ كوبيت صحفيًا محافظًت بطبيعته، غضب من المؤسسة السياسية البريطانية الفاسدة، وأصبح متطرفًا ومتعاطفًا مع المثل العليا المناهضة للحكومة والديمقراطية. قدم رأيًا بديلًا لريف إنجلترا في عصر الثورة الصناعية. تمنى كوبيت أن تعود إنجلترا بالريف كما كان في سبعينيات القرن التاسع عشر. وعلى عكس زميله توماس باين لم يدافع كوبيت عن العالمية ولم يؤيد فكرة بريطانيا الجمهورية. تفاخر بأنه لم يكن «مؤيدًا للعالمية .... يكفي بالنسبة لي أن أفكر في الأفضل لإنجلترا واسكتلندا وأيرلندا». غالبًا ما انتقد الدول المتنافسة وحذرها من أنها يجب ألا «تنتقص من إنجلترا». وقال إنَّ ارتباطه بكنيسة إنجلترا يرجع بشكل جزئي إلى أنها تحمل اسم البلاد.

## وصلات خارجية
- وليام كوبيت على موقع الموسوعة البريطانية (الإنجليزية)
- وليام كوبيت على موقع إن إن دي بي (الإنجليزية)
- مؤلفات وليام كوبيت في مشروع غوتنبرغ
- أعمال أو نبذة عن وليام كوبيت على أرشيف الإنترنت
- أعمال وليام كوبيت في ليبري فوكس